# 杨银仙
杨银仙（1926年7月—），曾用名杨维平，男，福建福清人，印尼歸僑，中国教育工作者，曾任第七、八届全国政协委员。